# Fußballclub Hansa Rostock 2016-2017
Questa voce raccoglie le informazioni riguardanti il Fußballclub Hansa Rostock nelle competizioni ufficiali della stagione 2016-2017.

## Stagione
Nella stagione 2016-2017 l'Hansa Rostock, allenato da Christian Brand e Uwe Ehlers, concluse il campionato di 3. Liga al 15º posto. In Coppa di Germania l'Hansa Rostock fu eliminato al primo turno dal Fortuna Düsseldorf.

## Rosa
| N. |                     | Ruolo | Calciatore            |
| -- | ------------------- | ----- | --------------------- |
| 1  | Germania (bandiera) | P     | Marcel Schuhen        |
| 2  | Francia (bandiera)  | D     | Joshua Nadeau         |
| 3  | Germania (bandiera) | D     | Marcus Hoffmann       |
| 4  | Germania (bandiera) | D     | Tommy Grupe           |
| 5  | Germania (bandiera) | D     | Matthias Henn         |
| 6  | Germania (bandiera) | C     | Michael Gardawski     |
| 7  | Germania (bandiera) | D     | Christian Dorda       |
| 8  | Germania (bandiera) | C     | Ronny Garbuschewski   |
| 9  | Germania (bandiera) | C     | Timo Gebhart          |
| 10 | Serbia (bandiera)   | C     | Aleksandar Stevanović |
| 11 | Germania (bandiera) | C     | Jeff-Denis Fehr       |
| 13 | Germania (bandiera) | D     | Dennis Erdmann        |
| 19 | Turchia (bandiera)  | A     | Hasan Ülker           |

| N. |                       | Ruolo | Calciatore            |
| -- | --------------------- | ----- | --------------------- |
| 20 | Finlandia (bandiera)  | A     | Tim Väyrynen          |
| 22 | Germania (bandiera)   | C     | Christopher Quiring   |
| 23 | Germania (bandiera)   | A     | Soufian Benyamina     |
| 24 | Germania (bandiera)   | C     | Stefan Wannenwetsch   |
| 25 | Turchia (bandiera)    | C     | Kerem Bülbül          |
| 27 | Germania (bandiera)   | D     | Fabian Holthaus       |
| 28 | Portogallo (bandiera) | C     | Amaury Bischoff       |
| 29 | Germania (bandiera)   | C     | Tobias Jänicke        |
| 31 | Germania (bandiera)   | P     | Samuel Aubele         |
| 33 | Germania (bandiera)   | D     | Maximilian Ahlschwede |
| 36 | Germania (bandiera)   | P     | Eric Behrens          |
| 37 | Svizzera (bandiera)   | C     | Stephan Andrist       |
| 38 | Germania (bandiera)   | A     | Marcel Ziemer         |

## Organigramma societario
Area tecnica
- Allenatore: Uwe Ehlers
- Allenatore in seconda:
- Preparatore dei portieri: Stefan Karow
- Preparatori atletici: Björn Bornholdt

## Calciomercato

### Sessione estiva
| Acquisti | Acquisti        | Acquisti             | Acquisti |
| R.       | Nome            | da                   | Modalità |
| -------- | --------------- | -------------------- | -------- |
| C        | Jeff-Denis Fehr | Rehden               |          |
| D        | Fabian Holthaus | Fortuna Düsseldorf   |          |
| P        | Samuel Aubele   | Germania Halberstadt |          |
| P        | Eric Behrens    | RB Lipsia U19        |          |
| C        | Kerem Bülbül    | Hertha Berlino II    |          |

| Cessioni | Cessioni           | Cessioni         | Cessioni |
| R.       | Nome               | a                | Modalità |
| -------- | ------------------ | ---------------- | -------- |
| D        | Florian Esdorf     | Schönberg        |          |
| A        | Julius Perstaller  | Elversberg       |          |
| D        | Eric Birkholz      | Schönberg        |          |
| P        | Johannes Brinkies  | Zwickau          |          |
| C        | Marcel Gottschling | Viktoria Colonia |          |
| D        | Markus Gröger      | Borussia Fulda   |          |
| A        | Maik Łukowicz      | Werder Brema II  |          |

### Sessione invernale
| Acquisti | Acquisti            | Acquisti        | Acquisti |
| R.       | Nome                | da              | Modalità |
| -------- | ------------------- | --------------- | -------- |
| C        | Amaury Bischoff     | Preußen Münster |          |
| A        | Tim Väyrynen        | Dinamo Dresda   |          |
| C        | Christopher Quiring | Union Berlino   |          |

| Cessioni | Cessioni     | Cessioni   | Cessioni |
| R.       | Nome         | a          | Modalità |
| -------- | ------------ | ---------- | -------- |
| C        | Marco Kofler | Elversberg |          |

## Risultati

### 3. Liga

#### Girone di andata
| Arbitro: | Drees |

|                            |           |  |
| Geipl 51’ (rig.) Pusch 64’ | Marcatori |  |

| Arbitro: | Dietz |

|             |           |  |
| Jänicke 63’ | Marcatori |  |

| Rostock 10 agosto 2016, ore 19:00 CEST 3ª giornata | Hansa Rostock | 0 – 0 referto | Sonnenhof G. | Ostseestadion (14 000 spett.)\| Arbitro: \| Storks \| |
| Arbitro:                                           | Storks        |               |              |                                                       |

| Halle 13 agosto 2016, ore 14:00 CEST 4ª giornata | Hallescher | 0 – 0 referto | Hansa Rostock | Erdgas Sportpark (8 638 spett.)\| Arbitro: \| Zwayer \| |
| Arbitro:                                         | Zwayer     |               |               |                                                         |

| Arbitro: | Thomsen |

|                    |           |             |
| Deville 90’ (aut.) | Marcatori | 71’ Deville |

| Arbitro: | Aytekin |

|            |           |          |
| Wegkamp 3’ | Marcatori | 65’ Henn |

| Arbitro: | Osmanagic |

|                    |           |                                            |
| Gebhart 56’ (rig.) | Marcatori | 16’ Neidhart 63’ Freiberger 90’ (rig.) Dej |

| Arbitro: | Brütting |

|  |           |                  |
|  | Marcatori | 59’, 79’ Andrist |

| Arbitro: | Stieler |

|                                                                 |           |  |
| Gebhart 5’ (rig.) Grupe 16’ Andrist 59’ Bülbül 84’ Hoffmann 87’ | Marcatori |  |

| Arbitro: | Winter |

|  |           |                                         |
|  | Marcatori | 62’ Wannenwetsch 80’ Erdmann 90’ Ziemer |

| Arbitro: | Waschitzki-Günther |

|            |           |                        |
| Bülbül 63’ | Marcatori | 21’ Willers 51’ Wriedt |

| Arbitro: | Petersen |

|  |           |            |
|  | Marcatori | 86’ Ziemer |

| Arbitro: | Bacher |

|             |           |               |
| Andrist 16’ | Marcatori | 41’ Steinmann |

| Arbitro: | Brand |

|          |           |             |
| Beck 43’ | Marcatori | 90’ Gebhart |

| Arbitro: | Börner |

|           |           |                      |
| Grupe 26’ | Marcatori | 80’ (rig.) Eggestein |

| Arbitro: | Brütting |

|                  |           |             |
| Schnellbacher 1’ | Marcatori | 45’ Gebhart |

| Arbitro: | Zwayer |

|            |           |                                                          |
| Andrist 8’ | Marcatori | 31’ Lewerenz 50’ (rig.) Siedschlag 62’ Drexler 86’ Salem |

| Arbitro: | Zorn |

|           |           |                       |
| Aydın 51’ | Marcatori | 5’ Ziemer 56’ Andrist |

| Arbitro: | Kornblum |

|             |           |                       |
| Jänicke 84’ | Marcatori | 16’ Dem 63’, 73’ Fink |

#### Girone di ritorno
| Rostock 28 gennaio 2017, ore 14:00 CET 20ª giornata | Hansa Rostock | 0 – 0 referto | Jahn Ratisbona | Ostseestadion (Unter Ausschluss der Öffentlichkeit spett.)\| Arbitro: \| Schult \| |
| Arbitro:                                            | Schult        |               |                |                                                                                    |

| Arbitro: | Reichel |

|                                       |           |                      |
| Tekerci 11’ Aydin 53’ Warschewski 77’ | Marcatori | 85’ (rig.) Benyamina |

| Arbitro: | Waschitzki-Günther |

|           |           |               |
| Röser 61’ | Marcatori | 28’ Benyamina |

| Arbitro: | Storks |

|              |           |  |
| Hoffmann 80’ | Marcatori |  |

| Francoforte sul Meno 25 febbraio 2017, ore 14:00 CET 24ª giornata | FSV Francoforte | 0 – 0 referto | Hansa Rostock | Frankfurter Volksbank Stadion (4 197 spett.)\| Arbitro: \| Kampka \| |
| Arbitro:                                                          | Kampka          |               |               |                                                                      |

| Arbitro: | Willenborg |

|              |           |             |
| Väyrynen 87’ | Marcatori | 25’ Wegkamp |

| Arbitro: | Ittrich |

|                          |           |  |
| Heyer 17’ Freiberger 55’ | Marcatori |  |

| Arbitro: | Fritsch |

|               |           |            |
| Benyamina 56’ | Marcatori | 77’ Röcker |

| Arbitro: | Müller |

|                    |           |                           |
| Koch 59’ König 85’ | Marcatori | 36’ Andrist 45’ Benyamina |

| Arbitro: | Lossius |

|           |           |               |
| Grupe 15’ | Marcatori | 26’ Heidinger |

| Arbitro: | Waschitzki-Günther |

|                         |           |             |
| Syhre 31’ Hohnstedt 90’ | Marcatori | 89’ Erdmann |

| Arbitro: | Reichel |

|              |           |  |
| Bischoff 10’ | Marcatori |  |

| Arbitro: | Müller |

|                       |           |                                   |
| Halimi 49’ Costly 90’ | Marcatori | 36’, 74’, 86’ Quiring 77’ Andrist |

| Arbitro: | Stark |

|                    |           |          |
| Andrist 77’ (rig.) | Marcatori | 67’ Beck |

| Arbitro: | Mix |

|  |           |                         |
|  | Marcatori | 49’ Andrist 90’ Quiring |

| Arbitro: | Bläser |

|            |           |                                       |
| Andrist 8’ | Marcatori | 82’ Funk 89’ Schäffler 90’ Breitkreuz |

| Arbitro: | Fritz |

|                          |           |            |
| Schindler 3’ (rig.), 37’ | Marcatori | 63’ Ziemer |

| Arbitro: | Ittrich |

|              |           |                        |
| Holthaus 49’ | Marcatori | 30’ Laurito 86’ Bieber |

| Arbitro: | Schütz |

|                              |           |  |
| Henn 26’ (aut.) Baumgart 35’ | Marcatori |  |

### Coppa di Germania
| Arbitro: | Willenborg |

|  |           |                             |
|  | Marcatori | 21’, 57’ Sobottka 62’ Bebou |

## Statistiche

### Statistiche di squadra
| Competizione      | Punti | In casa | In casa | In casa | In casa | In casa | In casa | In trasferta | In trasferta | In trasferta | In trasferta | In trasferta | In trasferta | Totale | Totale | Totale | Totale | Totale | Totale | DR |
| Competizione      | Punti | G       | V       | N       | P       | Gf      | Gs      | G            | V            | N            | P            | Gf           | Gs           | G      | V      | N      | P      | Gf     | Gs     | DR |
| ----------------- | ----- | ------- | ------- | ------- | ------- | ------- | ------- | ------------ | ------------ | ------------ | ------------ | ------------ | ------------ | ------ | ------ | ------ | ------ | ------ | ------ | -- |
| 3. Liga           | 46    | 19      | 4       | 9       | 6       | 21      | 24      | 19           | 6            | 7            | 6            | 23           | 22           | 38     | 10     | 16     | 12     | 44     | 46     | -2 |
| Coppa di Germania | -     | 1       | 0       | 0       | 1       | 0       | 3       | 0            | 0            | 0            | 0            | 0            | 0            | 1      | 0      | 0      | 1      | 0      | 3      | -3 |
| Totale            | 46    | 20      | 4       | 9       | 7       | 21      | 27      | 19           | 6            | 7            | 6            | 23           | 22           | 39     | 10     | 16     | 13     | 44     | 49     | -5 |

### Andamento in campionato
| Giornata  | 1  | 2 | 3  | 4  | 5  | 6  | 7  | 8  | 9 | 10 | 11 | 12 | 13 | 14 | 15 | 16 | 17 | 18 | 19 | 20 | 21 | 22 | 23 | 24 | 25 | 26 | 27 | 28 | 29 | 30 | 31 | 32 | 33 | 34 | 35 | 36 | 37 | 38 |
| --------- | -- | - | -- | -- | -- | -- | -- | -- | - | -- | -- | -- | -- | -- | -- | -- | -- | -- | -- | -- | -- | -- | -- | -- | -- | -- | -- | -- | -- | -- | -- | -- | -- | -- | -- | -- | -- | -- |
| Luogo     | T  | C | C  | T  | C  | T  | C  | T  | C | T  | C  | T  | C  | T  | C  | T  | C  | T  | C  | C  | T  | T  | C  | T  | C  | T  | C  | T  | C  | T  | C  | T  | C  | T  | C  | T  | C  | T  |
| Risultato | P  | V | N  | N  | N  | N  | P  | V  | V | V  | P  | V  | N  | N  | N  | N  | P  | V  | P  | N  | P  | N  | V  | N  | N  | P  | N  | N  | N  | P  | V  | V  | N  | V  | P  | P  | P  | P  |
| Posizione | 15 | 8 | 12 | 11 | 11 | 11 | 15 | 13 | 8 | 6  | 9  | 4  | 5  | 6  | 7  | 9  | 9  | 8  | 11 | 11 | 11 | 11 | 11 | 11 | 10 | 13 | 14 | 13 | 14 | 15 | 15 | 12 | 13 | 9  | 12 | 14 | 14 | 15 |

Legenda:

Luogo: C = Casa; T = Trasferta. Risultato: V = Vittoria; N = Pareggio; P = Sconfitta.

### Statistiche dei giocatori
| Giocatore        | 3. Liga  | 3. Liga | 3. Liga     | 3. Liga    | Coppa di Germania | Coppa di Germania | Coppa di Germania | Coppa di Germania | Totale   | Totale | Totale      | Totale     |
| Giocatore        | Presenze | Reti    | Ammonizioni | Espulsioni | Presenze          | Reti              | Ammonizioni       | Espulsioni        | Presenze | Reti   | Ammonizioni | Espulsioni |
| ---------------- | -------- | ------- | ----------- | ---------- | ----------------- | ----------------- | ----------------- | ----------------- | -------- | ------ | ----------- | ---------- |
| M. Ahlschwede    | 32       | 0       | 4           | 0          | 1                 | 0                 | 0                 | 0                 | 33       | 0      | 4           | 0          |
| S. Andrist       | 37       | 11      | 2           | 0          | 1                 | 0                 | 0                 | 0                 | 38       | 11     | 2           | 0          |
| S. Aubele        | 0        | 0       | 0           | 0          | 0                 | 0                 | 0                 | 0                 | 0        | 0      | 0           | 0          |
| E. Behrens       | 0        | 0       | 0           | 0          | 0                 | 0                 | 0                 | 0                 | 0        | 0      | 0           | 0          |
| S. Benyamina     | 20       | 4       | 1           | 0          | 0                 | 0                 | 0                 | 0                 | 20       | 4      | 1           | 0          |
| A. Bischoff      | 14       | 1       | 2           | 0          | 0                 | 0                 | 0                 | 0                 | 14       | 1      | 2           | 0          |
| K. Bülbül        | 17       | 2       | 2           | 0          | 0                 | 0                 | 0                 | 0                 | 17       | 2      | 2           | 0          |
| C. Dorda         | 14       | 0       | 2           | 0          | 0                 | 0                 | 0                 | 0                 | 14       | 0      | 2           | 0          |
| D. Erdmann       | 32       | 2       | 15          | 0          | 1                 | 0                 | 0                 | 0                 | 33       | 2      | 15          | 0          |
| J. Fehr          | 9        | 0       | 1           | 0          | 1                 | 0                 | 0                 | 0                 | 10       | 0      | 1           | 0          |
| R. Garbuschewski | 12       | 0       | 0           | 0          | 0                 | 0                 | 0                 | 0                 | 12       | 0      | 0           | 0          |
| M. Gardawski     | 31       | 0       | 8           | 2          | 1                 | 0                 | 0                 | 0                 | 32       | 0      | 8           | 2          |
| T. Gebhart       | 17       | 4       | 2           | 2          | 0                 | 0                 | 0                 | 0                 | 17       | 4      | 2           | 2          |
| T. Grupe         | 24       | 3       | 5           | 0          | 0                 | 0                 | 0                 | 0                 | 24       | 3      | 5           | 0          |
| M. Henn          | 32       | 1       | 2           | 0          | 1                 | 0                 | 1                 | 0                 | 33       | 1      | 3           | 0          |
| M. Hoffmann      | 27       | 2       | 3           | 0          | 1                 | 0                 | 1                 | 0                 | 28       | 2      | 4           | 0          |
| F. Holthaus      | 23       | 1       | 3           | 0          | 1                 | 0                 | 0                 | 0                 | 24       | 1      | 3           | 0          |
| T. Jänicke       | 28       | 2       | 3           | 0          | 1                 | 0                 | 0                 | 0                 | 29       | 2      | 3           | 0          |
| M. Kofler        | 10       | 0       | 4           | 1          | 0                 | 0                 | 0                 | 0                 | 10       | 0      | 4           | 1          |
| J. Nadeau        | 8        | 0       | 1           | 0          | 0                 | 0                 | 0                 | 0                 | 8        | 0      | 1           | 0          |
| M. Platje        | 12       | 0       | 1           | 0          | 1                 | 0                 | 0                 | 0                 | 13       | 0      | 1           | 0          |
| C. Quiring       | 16       | 4       | 0           | 0          | 0                 | 0                 | 0                 | 0                 | 16       | 4      | 0           | 0          |
| M. Schuhen       | 38       | 0       | 2           | 0          | 1                 | 0                 | 0                 | 0                 | 39       | 0      | 2           | 0          |
| A. Stevanović    | 11       | 0       | 1           | 0          | 1                 | 0                 | 0                 | 0                 | 12       | 0      | 1           | 0          |
| T. Väyrynen      | 12       | 1       | 3           | 0          | 0                 | 0                 | 0                 | 0                 | 12       | 1      | 3           | 0          |
| S. Wannenwetsch  | 21       | 1       | 2           | 0          | 1                 | 0                 | 0                 | 0                 | 22       | 1      | 2           | 0          |
| M. Ziemer        | 30       | 4       | 3           | 0          | 1                 | 0                 | 0                 | 0                 | 31       | 4      | 3           | 0          |
| H. Ülker         | 3        | 0       | 0           | 0          | 0                 | 0                 | 0                 | 0                 | 3        | 0      | 0           | 0          |